# Metachrostis subrufescens
Metachrostis subrufescens är en fjärilsart som beskrevs av Franz Dannehl 1933. Metachrostis subrufescens ingår i släktet Metachrostis och familjen nattflyn. Inga underarter finns listade i Catalogue of Life.